# Tarasy
Tarasy (en ucraniano: Тараси) es una localidad fantasma ucraniana del óblast de Kiev situada en el raión de Poliske, dentro de la zona de exclusión de Chernóbil.

## Geografía
Se encuentra en el margen derecho del río Uzh a 7 km de Poliske y a 22 km de la estación de Vilcha. A lo largo del río, la localidad limita con Stupyscha (posteriormente integrada en Motiyky) y con el raión de Narodichi, Zhytomyr.

## Galería
| |
| Fachada de la antigua escuela desde ambos puntos de vista. Foto de 2007 (51°15′44″N 29°18′07″E / 51.262327, 29.301840) |

|                                                                                          |
| Fachada de la nueva escuela. Foto de 2007 (51°15′39″N 29°17′41″E / 51.260824, 29.294760) |

|                                  |
| Casa de la Cultura. Foto de 2009 |